# Бітумізація ґрунтів
Бітуміза́ція ґрунті́в — надання водонепроникності ґрунтам шляхом нагнітання бітуму під тиском. Для бітумізації скельних порід використовується розтоплений бітум, піщаних ґрунтів — бітумна емульсія. Нагнічуваний бітум заповнює тріщини, каверни і пори ґрунту. Бітумізація ґрунтів застосовується для створення водонепроникних завіс у гідротехнічних спорудах, у шахтах, а також для захисту фундаментів від агресивних ґрунтових вод.